# Mohinga

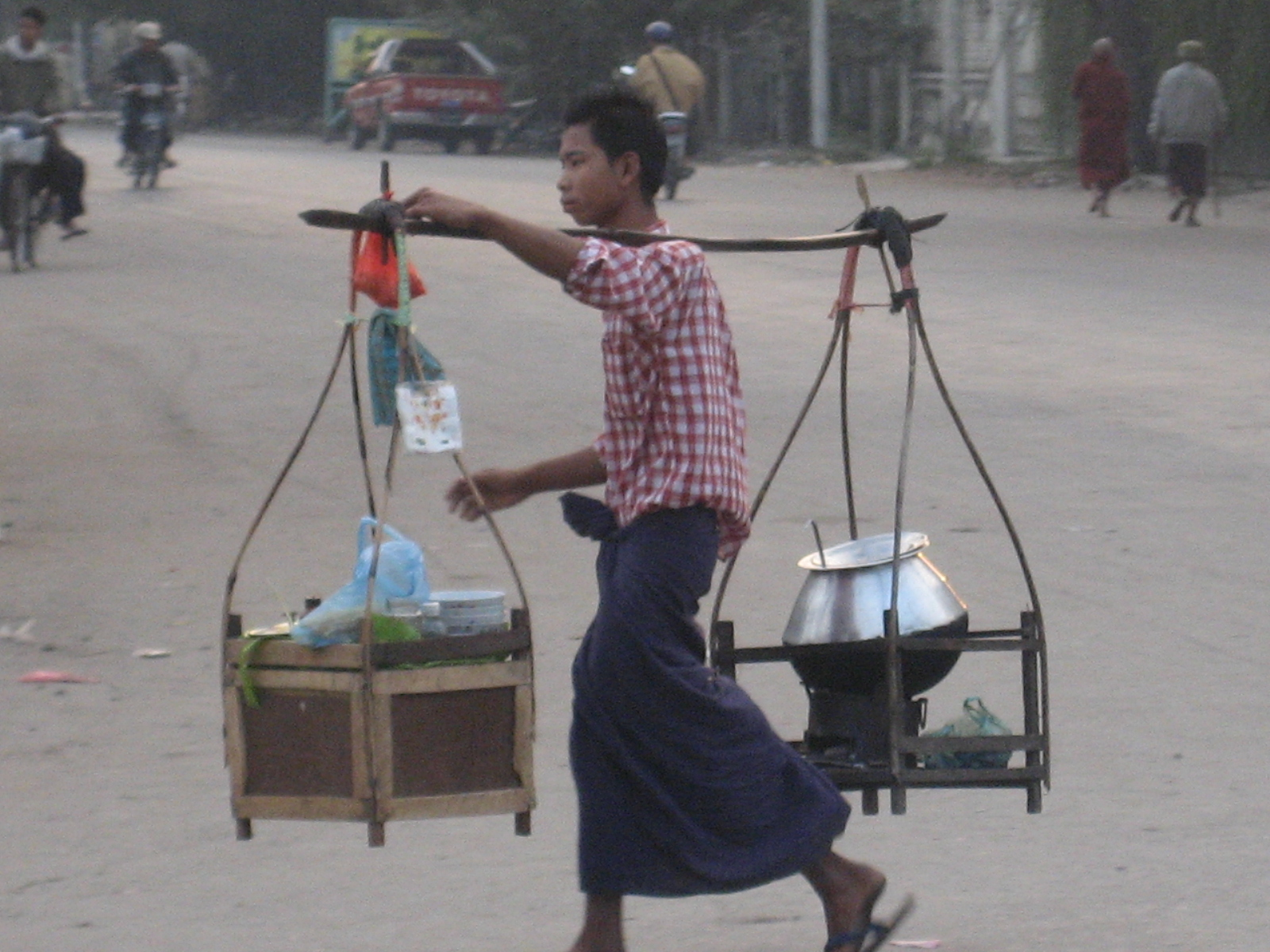
venedor de carrer de Mohinga.

El Mohinga (မုန့်ဟင်းခါး mun. hang: hka: mo̰ʊɴhɪ́ɴɡá) és una sopa tradicional considerada plat nacional de Birmània. S'elabora amb fideus d'arròs en un brou de peix. Aquesta sopa es pot obtenir en la major part del territori i es considera generalment un esmorzar.

## Galeria

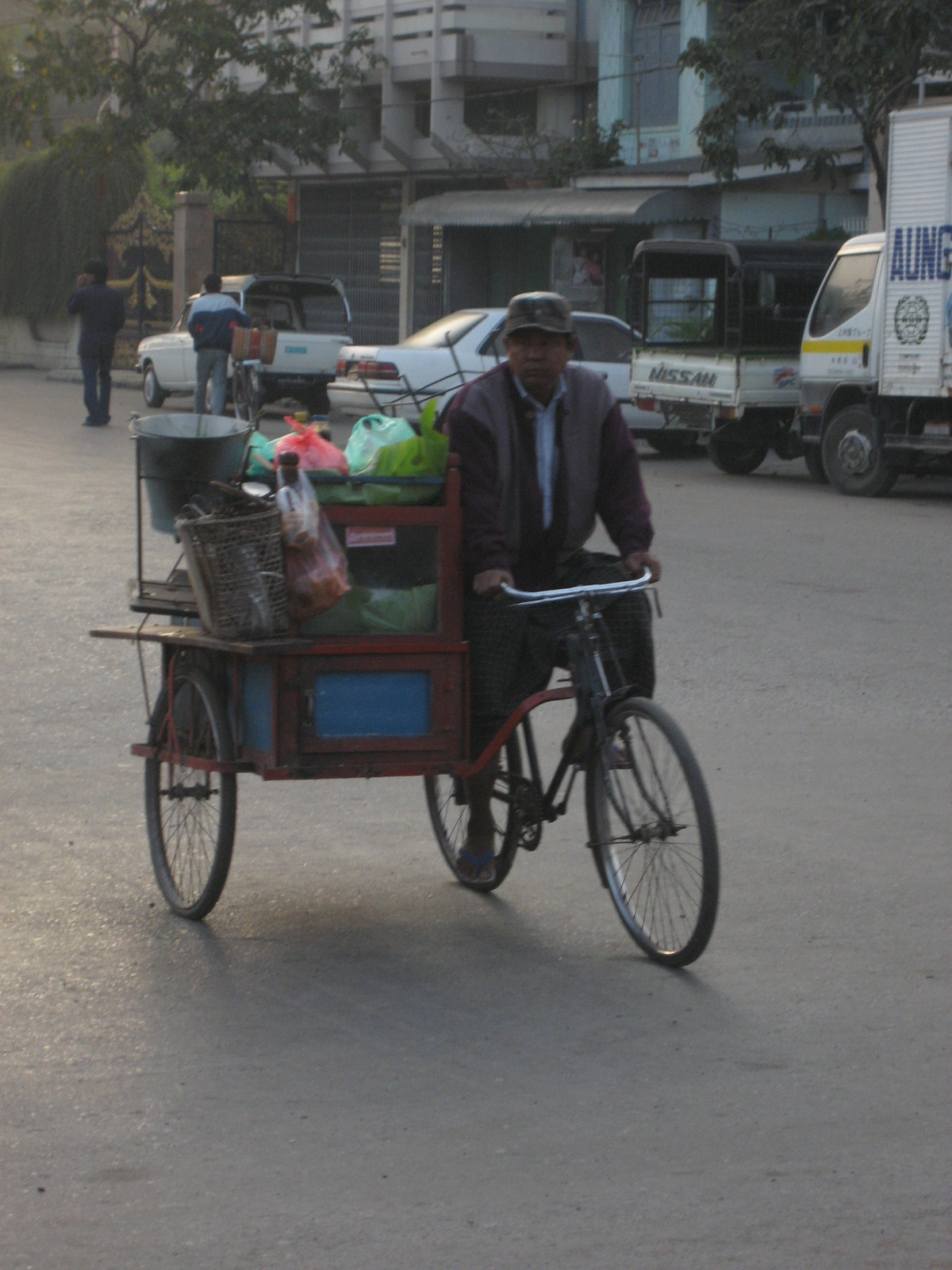
Un venedor ambulant de mohinga a Mandalay
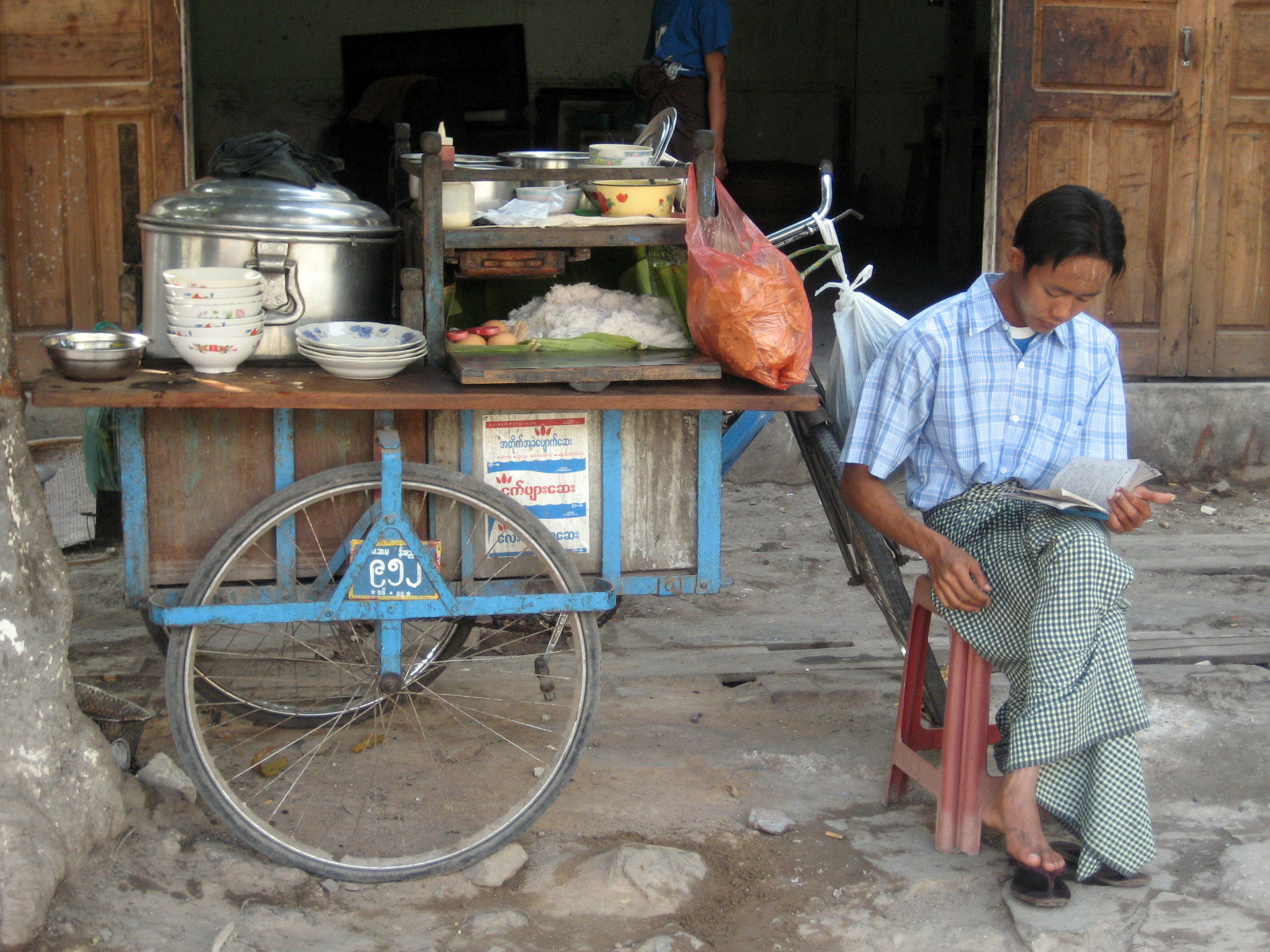
Mohinga e´s disponible als carrers de Mandalay.
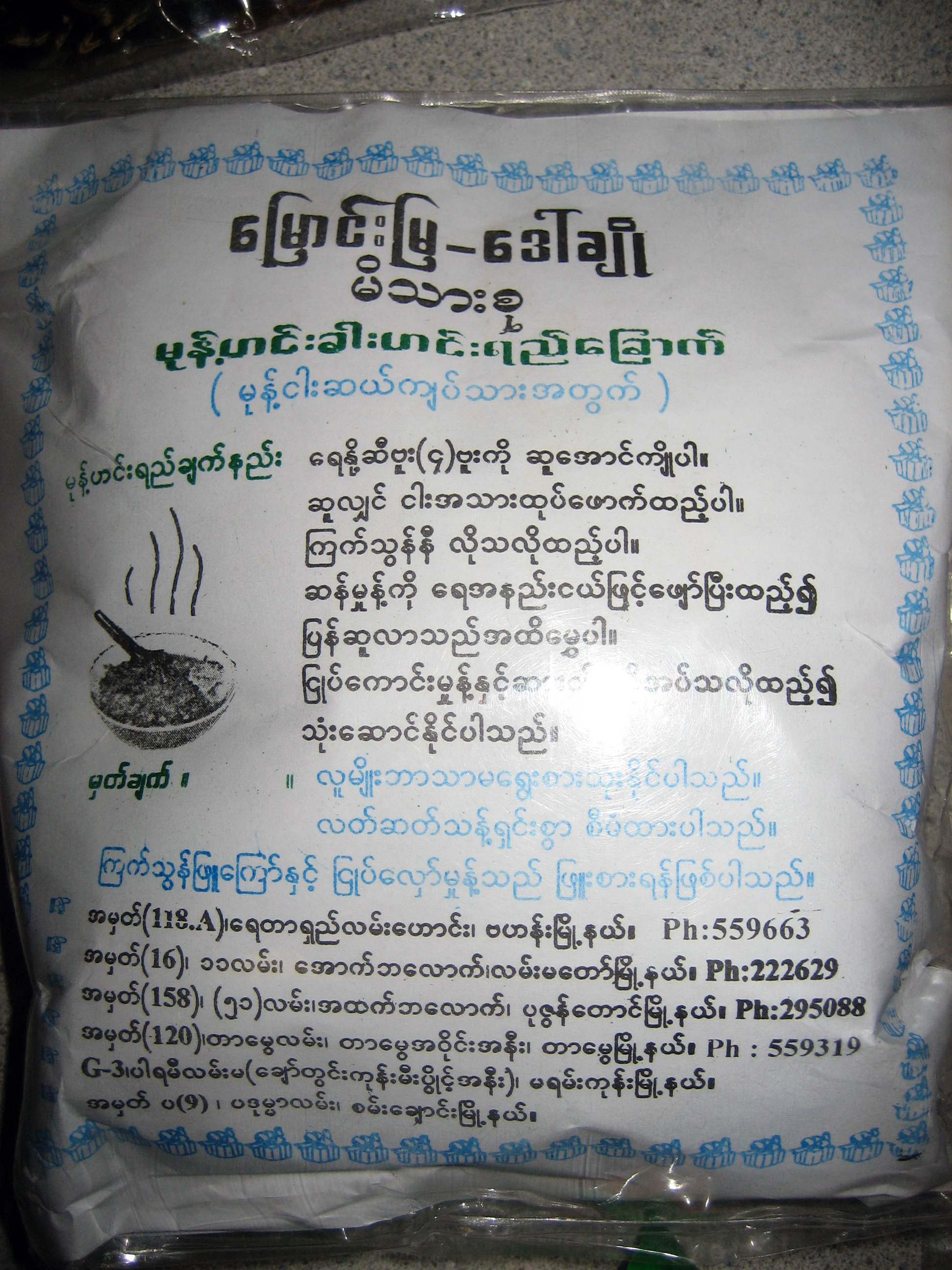
Paquets amb pols per cuinar sopa de mohinga